# Абомей
 Тази статия е за града в Бенин.  За общината вижте Абомей (община).  
Абомѐй (на френски: Abomey) е град в южен Бенин, административен център на департамента Зу и община Абомей. Населението му е около 90 200 души (2012).
Разположен е на 221 метра надморска височина в подножието на Северногвинейските възвишения, на 40 километра източно от границата с Того и на 100 километра севорозападно от Котону и бреговете на Атлантическия океан.
От средата на XVII век до края на XIX век Абомей е център на държавата Дахомей, военизирана регионална сила на етническата група фон, процъфтяваща, благодарение на търговията с роби. В централната част на града е запазен комплекс от жилища на дахомейски владетели, който през 1985 година е включен в Списъка на световното наследство на ЮНЕСКО под името Царски дворци в Абомей.